# Brassartshof
Der Brassartshof (Schöffenhof; Hof auf dem Bongarten) war ein Gebäude in Arnoldsweiler, einem Stadtteil von Düren in Nordrhein-Westfalen. Heute steht in der Ellener Str. 22 die ehemalige Landfrauenschule.
Der Hof "Hof auf dem Bongarten" gehört einst zu den größten und ältesten Höfen Arnoldsweilers. Um 1400 wird als erster Hofbesitzer der Schöffe zu Arnoldsweiler Henechen (Heinrich) von Merken zu Veldenstein erwähnt.
Seine Tochter Bela heiratete 1436 Johann Hoghs, den Schultheißen von Arnoldsweiler; er übernahm den Hof "Auf dem Bongarten". Hoghs Tochter Bala, genannt die Jüngere, heiratete 1462 Heinrich von Birgel, den unehelichen Bruder des Nyt von Birgel (Nyt (auch „Nix“, „Nÿcks“) von Birgel (1436–1478)), jülicher Erbmarschall und Amtmann zu Nideggen.
Ihr Sohn Johann Frambach von Birgel war seit 1498 Schöffe in Düren und 1505 zu Hochkirchen. Die Güter in Arnoldsweiler erbte er von seinem Vater. Sein Sohn Daem von Birgel starb als Eigentümer des Hofes "Auf dem Bongarten" 1572 in Düren. Seine Ehen mit Margarete von Esch und Girtrud von Jongen blieben kinderlos. Nach Daem's Tod heiratete seine zweite Frau Girtrud den Vogt Hermann Nolden aus Nörvenich. Nach Girtruds Tod 1585 brach ein über zwanzig Jahre währender Erbstreit um den Hof „Auf den Bongarten“ aus zwischen Johann Volles, genannt Merzenich, und Peter Römer, einem Urenkel Johannes von Merken, dem Zehnthofpächter in Merken. Infolge des Rechtsstreites wurde der Hof „Auf dem Bongarten“ aufgeteilt. Der Hofteil Römer wurde von dem Halfmann Kleynmann verwaltet. Der Teil Johann Volles', genannt Merzenich, kam 1602 als Heiratsgut der Agatha Merzenich in den Besitz der Familie Brassart aus Valenciennes. Von dieser Familie leitet sich der Name des Gutes Brassarts Hof her.
Bis 1725 blieb das Gut im Besitz der Bressarts, die jedoch nicht in Arnoldsweiler lebten. Der Hof wurde in dieser Zeit von Wilhelm Bohlheim und nach 1667 von Palmatius Bohlheim, Wilhelms Sohn, verwaltet. Letzterer lässt 1711 ein Fachwerkhaus errichten (ab 1979 Eigentum der Familie Theo Zimmermann). 1723/27 erwarb der ortsansässige Brenner und Bierbrauer Johann Pütz den Hof vom Hofrath und Syndikus Codone, der es selber erst ein Jahr zuvor gekauft hatte.
Johann Pütz war Schöffe der vereinigten Gerichte Merzenich-Arnoldsweiler und hielt im alten Brassartshof das Herrengeding ab. Dadurch entstand der Name Schaefershof (Schöffenhof), den der Hof lange führte. Der Hof blieb vermutlich bis 1772 im Besitz der Familie Pütz.
Mit großer Wahrscheinlichkeit wurde der Hof in diesem Jahr von Johann Schnitzler gekauft. Dessen Enkelin Maria Katharina heiratete Peter Koch aus Kirchtroisdorf, der den Hof um 1830 übernahm. In seinem und seines Sohnes Bertram Besitz bürgerte sich der Name Kochshof für das Gut ein.
Durch die Heirat Bertrams mit der Erbin des "Römerhofes" wurde die Bruchstücke des alten Hofes Bongarten wieder vereint. Nach dieser Zeit erhielt der Hof seine heutige Gestalt. 1895 müssen wohl größere Umbauarbeiten gemacht worden sein, so stammen nahezu alle Scheunen und Stallungsgebäuden aus diesen Jahren. Noch heute findet man der Straßenfront eines Stallungsgebäudes die geschmiedete Jahreszahl 1895.
Der Hof wurde dann nur zwei Jahre später 1897 abermals geteilt. In einem Teil wurde von einer Genossenschaft der Franziskanerinnen von Salzkotten eine Landfrauenschule eingerichtet, während der andere Teil weiterhin im Besitz der Familie Koch blieb.